# آيت بوجمعة (مولديخت)
آيت بوجمعة هو دُوَّار يقع بجماعة تلات نيعقوب، إقليم الحوز، جهة مراكش آسفي في المملكة المغربية. ينتمي الدوّار لمشيخة مولديخت التي تضم 22 دوار. يقدر عدد سكانه بـ 38 نسمة حسب الإحصاء الرسمي للسكان والسكنى لسنة 2004.

## وصلات خارجية
- البوابة الوطنية للجماعات الترابية
- المندوبية السامية للتخطيط